# Paroxypropione
Paroxypropione là một estrogen không steroid tổng hợp đã được sử dụng y tế như một antigonadotropin ở Tây Ban Nha và Ý nhưng dường như không còn được bán trên thị trường. Nó được tổng hợp lần đầu tiên vào năm 1902. Các đặc tính antigonadotropic của thuốc đã được phát hiện vào năm 1951  và nó được đưa vào sử dụng lâm sàng ngay sau đó.

## Dược lý

### Dược lực học
Paroxypropione liên quan chặt chẽ về mặt cấu trúc để p axit -hydroxybenzoic và paraben như methylparaben, và cũng mang một sự tương đồng gần gũi với diethylstilbestrol (trong đó, trên thực tế, sản xuất paroxypropione như một chất chuyển hóa có hoạt tính)  và alkylphenol như nonylphenol, tất cả đó cũng là estrogen. Thuốc có ái lực tương đối thấp đối với thụ thể estrogen  và phải được dùng với liều lượng cao để đạt được hiệu quả estrogen và antigonadotropic đáng kể, ví dụ, 0,8 đến 1,6 gng/ày. Nó sở hữu 0,1% hoạt động estrogen và ít hơn 0,5% tiềm năng antigonadotropic của estrone.
Tương tự như axit p-hydroxybenzoic, paroxypropione đã được tìm thấy có hoạt tính chống oxy hóa.

## Hóa học

### Tổng hợp
Trong trường hợp tốt nhất, hiệu suất ~ 96% đã được báo cáo từ phản ứng giữa phenol và propionyl chloride. Cơ chế có khả năng liên quan đến sự hình thành ester ban đầu, sau đó là sắp xếp lại Fries.
Paroxypropione là tiền chất trong tổng hợp hóa học của:
1. Estrogen stilbestrol không steroid bao gồm diethylstilbestrol, dienestrol và hexestrol
2. Fenalcomine
3. Buphenine mà chính nó là tiền thân của bufeniode
4. Isoxsuprine
5. Ractopamine
6. Fenprodil và traxoprodil
7. Một bằng sáng chế cho para-hydroxy- phenylpropanolamine cũng được tiết lộ [16]
8. DE547174 mô tả sự tổng hợp của oxilofrine

## Xã hội và văn hoá

### Tên gọi
Tên biệt dược Frenantol, Frenormon, Hypophenon, Paroxon, Possipione, Profenone, và các tên khác; tên mã phát triển trước đây NSC-2834), còn được gọi là paroxypropiophenone (POP) hoặc 4'-hydroxypropiophenone.